# Geoffrey Tordoff, Baron Tordoff
Geoffrey Johnson Tordoff, Baron Tordoff (* 11. Oktober 1928; † 22. Juni 2019) war ein britischer Wirtschaftsmanager sowie Politiker der Liberal Party und nunmehr der Liberal Democrats, der seit 1981 Mitglied des House of Lords und vierzehn Jahre lang stellvertretender Sprecher (Deputy Speaker) des Oberhauses war.

## Leben

### Berufliche Tätigkeiten, Kandidaturen für das Unterhaus und Parteivorsitzender
Nach dem Besuch der Manchester Grammar School absolvierte Tordoff ein Studium an der University of Manchester und war anschließend zwischen 1950 und 1983 als Manager in der Marketing-Abteilung von Shell Chemicals sowie zuletzt in der Abteilung für Öffentlichkeitsarbeit von Royal Dutch Shell tätig.
Tordoff kandidierte für die Liberal Party bei den Unterhauswahlen vom 15. Oktober 1964 im Wahlkreis Northwhich erstmals ohne Erfolg für ein Abgeordnetenmandat im House of Commons. Bei den darauf folgenden Unterhauswahlen am 31. März 1966 sowie am 18. Juni 1970 bewarb er sich jeweils erneut ohne Erfolg für einen Sitz im Unterhaus, und zwar beide Male im Wahlkreis Knutsford.
Seit Mitte der 1970er Jahre übernahm er mehrere Parteifunktionen innerhalb der Liberal Party und war zunächst zwischen 1974 und 1976 Vorsitzender des Versammlungsausschusses der Partei und anschließend bis 1979 Vorsitzender der Liberal Party, ehe er zwischen 1980 und 1982 Vorsitzender des Parteikomitees für Wahlkämpfe und Wahlen war.

### Oberhausmitglied und stellvertretender Sprecher des Oberhauses
1981 wurde er als Life Peer mit dem Titel Baron Tordoff, of Knutsford in the County of Cheshire, in den Adelsstand erhoben und war seither Mitglied des House of Lords.
Lord Tordoff, der zwischen 1983 und 1984 Präsident der Liberal Party war, war während seiner langjährigen Mitgliedschaft im Oberhaus zunächst 1983 bis 1984 auch stellvertretender Whip sowie anschließend bis 1988 Chief Whip der Liberal Party und damit Parlamentarischer Geschäftsführer der Fraktion der Liberal Party im Oberhaus. Nach Auflösung der Liberal Party 1988 war er zwischen 1988 und 1994 Parlamentarischer Geschäftsführer der Liberal Democrats im Oberhaus sowie zeitgleich verkehrspolitischer Sprecher seiner Fraktion.
Daneben fungierte er von 1986 bis 1992 als Ehrenpräsident des britischen Jugendrates (British Youth Council) und war des Weiteren zwischen 1990 und 1994 Vorsitzender des Ausschusses für den Mittleren Osten des Refugee Council, des Asyl- und Flüchtlingsrates von Großbritannien.
1994 wurde Lord Tordoff stellvertretender Sprecher des Oberhauses (Deputy Speaker) und bekleidete dieses Amt 14 Jahre lang bis 2008. Während dieser Zeit war er zunächst zwischen 1994 und 2001 Erster Stellvertretender Vorsitzender und dann von 2001 bis 2002 Vorsitzender der Ausschüsse (Chairman of Committees), ehe er zwischen 2002 und 2008 stellvertretender Vorsitzender der Ausschüsse war.
Seit 2004 war Lord Tordoff, der von 1995 bis 2002 Mitglied der Pressebeschwerdekommission (Press Complaints Commission, PCC) war, Extra Lord in Waiting to HM The Queen.